# German Bowl

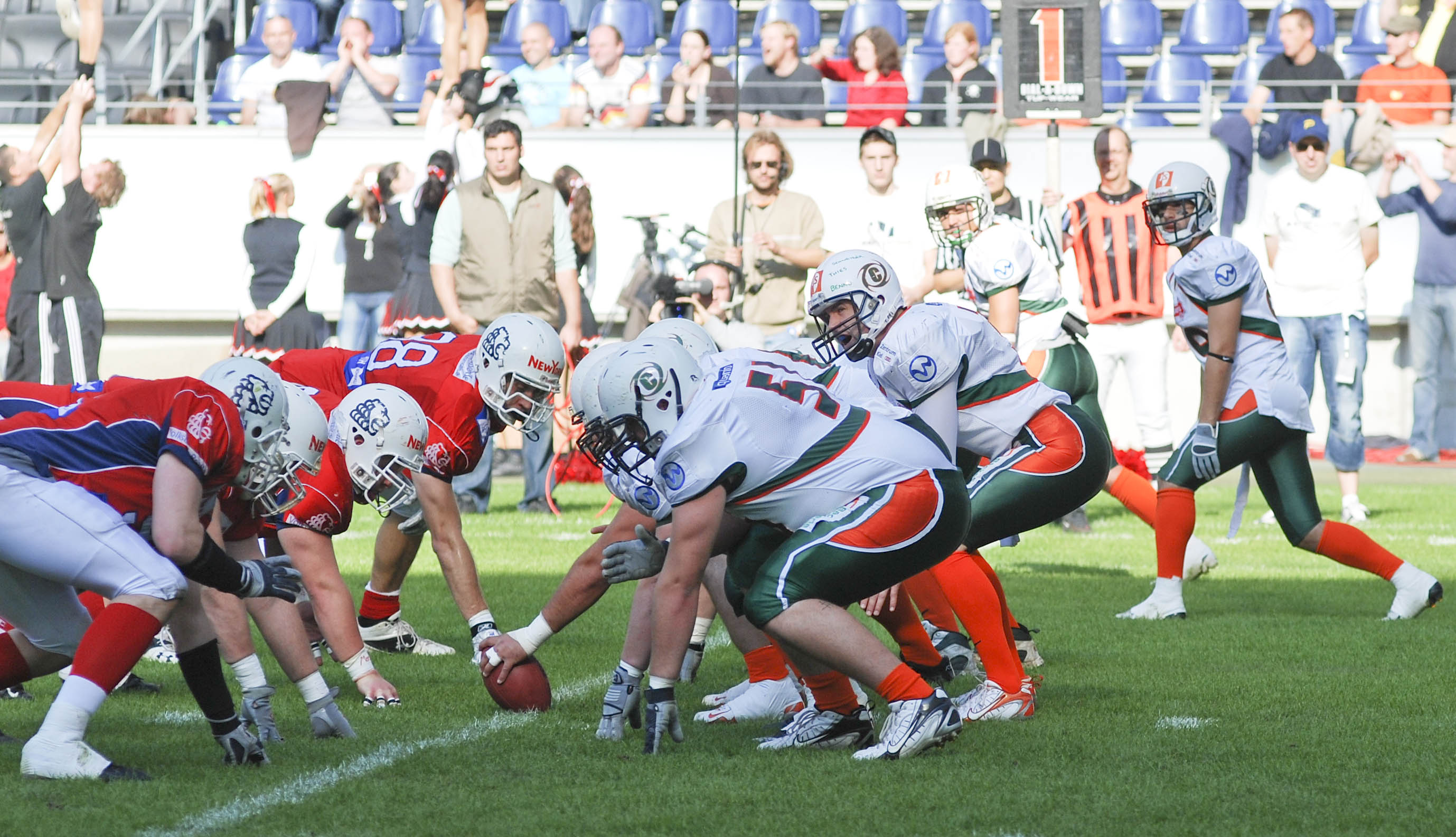
30. German Bowl im Jahr 2008, das Spiel Braunschweig Lions gegen die Kiel Baltic Hurricanes

Der German Bowl (seit 2023 GFL Bowl) ist das Finale der German Football League (GFL) um den Titel des Deutschen Meisters im American Football.
Rekordsieger mit zwölf Titeln ist die Mannschaft der New Yorker Lions aus Braunschweig. Die Braunschweiger sind auch gleichzeitig die Mannschaft mit den meisten Endspielteilnahmen (18).

## Geschichte
Die German Bowls I bis III wurden unter dem Dach des American Football Bund Deutschland (AFBD) veranstaltet, damals unter dem Namen AFBD-Meisterschaft. Seit 1982  ist der American Football Verband Deutschland (AFVD) Ausrichter der Veranstaltung. Dessen erste Austragung wurde noch als 1. Deutscher Super Bowl bezeichnet. Erst später setzte sich der Begriff German Bowl durch, der 1995 durch den AFVD als Marke geschützt wurde.
Seit 2022 ist der Sportbekleidungshersteller Erima Namenssponsor der GFL und des German Bowl. Aufgrund einer juristischen Auseinandersetzung zwischen dem AFVD und dessen Ex-Präsidenten Robert Huber – der 2018 die Marke auf seine eigene Firma German Football Service übertragen hatte – verwendet die GFL in der Saison 2023 nicht den traditionellen Namen German Bowl. Stattdessen wird das Finale als Erima GFL Bowl ausgetragen.

## Liste der German Bowls
| Nr.     | Datum         | Sieger                                          | Verlierer                                       | Ergebnis                                        | Ort                                             | Stadion                                         | Zuschauer                                       | MVP (Team)                                      |
| ------- | ------------- | ----------------------------------------------- | ----------------------------------------------- | ----------------------------------------------- | ----------------------------------------------- | ----------------------------------------------- | ----------------------------------------------- | ----------------------------------------------- |
| I       | 10. Nov. 1979 | Frankfurter Löwen                               | Ansbach Grizzlies                               | 14:80                                           | Frankfurt am Main                               |                                                 | 300                                             |                                                 |
| II      | 20. Juli 1980 | Frankfurter Löwen                               | Ansbach Grizzlies                               | 21:12                                           | Frankfurt am Main                               |                                                 | 4.000                                           |                                                 |
| III     | 25. Okt. 1981 | Ansbach Grizzlies                               | Frankfurter Löwen                               | 27:60                                           | Köln                                            | Südstadion                                      | 2.500                                           |                                                 |
| IV      | 2. Okt. 1982  | Ansbach Grizzlies                               | Cologne Crocodiles                              | 12:60                                           | Essen                                           | Grugastadion                                    | 8.000                                           |                                                 |
| V       | 25. Sep. 1983 | Düsseldorf Panther                              | Ansbach Grizzlies                               | 22:70                                           | Nürnberg                                        |                                                 | 6.200                                           | Markus Becker (RB, DP)                          |
| VI      | 13. Okt. 1984 | Düsseldorf Panther                              | Ansbach Grizzlies                               | 27:13                                           | Essen                                           | Grugastadion                                    | 10.000                                          | Markus Becker (RB, DP) (2)                      |
| VII     | 12. Nov. 1985 | Ansbach Grizzlies                               | Düsseldorf Panther                              | 14:70                                           | Köln                                            | Südstadion                                      | 9.000                                           | Markus Becker (RB, DP) (3)                      |
| VIII    | 27. Juli 1986 | Düsseldorf Panther                              | Ansbach Grizzlies                               | 27:40                                           | Würzburg                                        | Stadion am Dallenberg                           | 10.000                                          | Bertram Lück (OT, DP)                           |
| IX      | 11. Okt. 1987 | Berlin Adler                                    | Badener Greifs                                  | 37:12                                           | Berlin                                          | Mommsenstadion                                  | 17.000                                          | Florian Gneist (WR, BA)                         |
| X       | 15. Okt. 1988 | Red Barons Cologne                              | Düsseldorf Panther                              | 25:20                                           | Berlin                                          | Olympiastadion                                  | 11.000                                          | Mel Crandall (QB, RBC)                          |
| XI      | 21. Okt. 1989 | Berlin Adler                                    | Red Barons Cologne                              | 30:23                                           | Nürnberg                                        | Städtisches Stadion                             | 10.500                                          | Mel Crandall (QB, RBC) (2)                      |
| XII     | 20. Okt. 1990 | Berlin Adler                                    | Cologne Crocodiles                              | 50:38                                           | Düsseldorf                                      | Rheinstadion                                    | 10.000                                          | Michael Davis (QB, CC)                          |
| XIII    | 5. Okt. 1991  | Berlin Adler                                    | Cologne Crocodiles                              | 22:21                                           | Hamburg                                         | Volksparkstadion                                | 13.000                                          | Michael Davis (QB, CC) (2)                      |
| XIV     | 3. Okt. 1992  | Düsseldorf Panther                              | Munich Cowboys                                  | 24:23                                           | Hannover                                        | Niedersachsenstadion                            | 8.750                                           | Francesco Mavaro (RB DP)                        |
| XV      | 25. Sep. 1993 | Munich Cowboys                                  | Cologne Crocodiles                              | 42:36 n. V.                                     | München                                         | Reitstadion Riem                                | 9.000                                           | Michael Davis (QB, CC) (3)                      |
| XVI     | 17. Sep. 1994 | Düsseldorf Panther                              | Berlin Adler                                    | 27:17                                           | Hanau                                           | Herbert-Dröse-Stadion                           | 7.862                                           | Andreas Motzkus (DB, DP)                        |
| XVII    | 16. Sep. 1995 | Düsseldorf Panther                              | Hamburg Blue Devils                             | 17:10                                           | Braunschweig                                    | Stadion an der Hamburger Straße                 | 12.125                                          | Francesco Mavaro (RB DP) (2)                    |
| XVIII   | 5. Okt. 1996  | Hamburg Blue Devils                             | Düsseldorf Panther                              | 31:12                                           | Hamburg                                         | Volksparkstadion                                | 19.700                                          | Christoph Malewski (DB, HBD)                    |
| XIX     | 4. Okt. 1997  | Braunschweig Lions                              | Cologne Crocodiles                              | 26:23                                           | Hamburg                                         | Volksparkstadion                                | 14.800                                          | Jon Horton (WR, BL)                             |
| XX      | 3. Okt. 1998  | Braunschweig Lions                              | Hamburg Blue Devils                             | 20:14                                           | Hamburg                                         | Volksparkstadion                                | 22.100                                          | Elzie Anderson (DE, BL)                         |
| XXI     | 9. Okt. 1999  | Braunschweig Lions                              | Hamburg Blue Devils                             | 25:24                                           | Hamburg                                         | Volksparkstadion                                | 30.400                                          | Adrian Rainbow (QB, BL)                         |
| XXII    | 7. Okt. 2000  | Cologne Crocodiles                              | Braunschweig Lions                              | 31:29                                           | Braunschweig                                    | Stadion an der Hamburger Straße                 | 20.312                                          | Michael Davis (QB, CC) (4)                      |
| XXIII   | 6. Okt. 2001  | Hamburg Blue Devils                             | Braunschweig Lions                              | 31:13                                           | Hannover                                        | Niedersachsenstadion                            | 23.193                                          | Matthew Cannon (QB, HBD)                        |
| XXIV    | 12. Okt. 2002 | Hamburg Blue Devils                             | Braunschweig Lions                              | 16:13                                           | Braunschweig                                    | Stadion an der Hamburger Straße                 | 21.097                                          | Estrus Crayton (RB/WR, HBD)                     |
| XXV     | 11. Okt. 2003 | Hamburg Blue Devils                             | Braunschweig Lions                              | 37:36 n. V.                                     | Wolfsburg                                       | Volkswagen Arena                                | 20.517                                          | Marico Gregersen (WR, HBD)                      |
| XXVI    | 9. Okt. 2004  | Berlin Adler                                    | Braunschweig Lions                              | 10:70                                           | Braunschweig                                    | Stadion an der Hamburger Straße                 | 17.200                                          | David Caudill (QB, BA)                          |
| XXVII   | 8. Okt. 2005  | Braunschweig Lions                              | Hamburg Blue Devils                             | 31:28                                           | Hannover                                        | AWD Arena                                       | 19.512                                          | Marcel Duft (WR, BL)                            |
| XXVIII  | 7. Okt. 2006  | Braunschweig Lions                              | Marburg Mercenaries                             | 31:13                                           | Braunschweig                                    | Stadion an der Hamburger Straße                 | 15.897                                          | Robert Flickinger (DT, BL)                      |
| XXIX    | 6. Okt. 2007  | Braunschweig Lions                              | Stuttgart Scorpions                             | 27:60                                           | Stuttgart                                       | Gazi-Stadion auf der Waldau                     | 8.152                                           | Dennis Zimmermann (QB, BL)                      |
| XXX     | 27. Sep. 2008 | Braunschweig Lions                              | Kiel Baltic Hurricanes                          | 20:14                                           | Frankfurt am Main                               | Commerzbank-Arena                               | 16.177                                          | Michael Andrew (RB, BL)                         |
| XXXI    | 3. Okt. 2009  | Berlin Adler                                    | Kiel Baltic Hurricanes                          | 28:21                                           | Frankfurt am Main                               | Commerzbank-Arena                               | 14.234                                          | David McCants (RB, BA)                          |
| XXXII   | 9. Okt. 2010  | Kiel Baltic Hurricanes                          | Berlin Adler                                    | 17:10                                           | Frankfurt am Main                               | Commerzbank-Arena                               | 11.121                                          | Jeff Welsh (QB, KBH)                            |
| XXXIII  | 8. Okt. 2011  | Schwäbisch Hall Unicorns                        | Kiel Baltic Hurricanes                          | 48:44                                           | Magdeburg                                       | MDCC-Arena                                      | 11.711                                          | Aaron Boehme (QB, SHU)                          |
| XXXIV   | 13. Okt. 2012 | Schwäbisch Hall Unicorns                        | Kiel Baltic Hurricanes                          | 56:53                                           | Berlin                                          | Friedrich-Ludwig-Jahn-Sportpark                 | 11.242                                          | Jake Spitzlberger (QB, SHU)                     |
| XXXV    | 12. Okt. 2013 | New Yorker Lions 1                              | Dresden Monarchs                                | 35:34                                           | Berlin                                          | Friedrich-Ludwig-Jahn-Sportpark                 | 12.157                                          | Casey Therriault (QB, NYL)                      |
| XXXVI   | 11. Okt. 2014 | New Yorker Lions                                | Schwäbisch Hall Unicorns                        | 47:90                                           | Berlin                                          | Friedrich-Ludwig-Jahn-Sportpark                 | 12.531                                          | Casey Therriault (QB, NYL) (2)                  |
| XXXVII  | 10. Okt. 2015 | New Yorker Lions                                | Schwäbisch Hall Unicorns                        | 41:31                                           | Berlin                                          | Friedrich-Ludwig-Jahn-Sportpark                 | 12.051                                          | Evan Landi (WR, NYL)                            |
| XXXVIII | 8. Okt. 2016  | New Yorker Lions                                | Schwäbisch Hall Unicorns                        | 31:20                                           | Berlin                                          | Friedrich-Ludwig-Jahn-Sportpark                 | 13.047                                          | Casey Therriault (QB, NYL) (3)                  |
| XXXIX   | 7. Okt. 2017  | Schwäbisch Hall Unicorns                        | New Yorker Lions                                | 14:13                                           | Berlin                                          | Friedrich-Ludwig-Jahn-Sportpark                 | 13.502                                          | David McCants (RB, NYL) (2)                     |
| XL      | 13. Okt. 2018 | Schwäbisch Hall Unicorns                        | Frankfurt Universe                              | 21:19                                           | Berlin                                          | Friedrich-Ludwig-Jahn-Sportpark                 | 15.213                                          | Nikolas Knoblauch (LB, SHU)                     |
| XLI     | 12. Okt. 2019 | New Yorker Lions                                | Schwäbisch Hall Unicorns                        | 10:70                                           | Frankfurt am Main                               | Commerzbank-Arena                               | 20.832                                          | Christopher McClendon (RB, NYL)                 |
|         | 2020          | keine Austragung aufgrund der COVID-19-Pandemie | keine Austragung aufgrund der COVID-19-Pandemie | keine Austragung aufgrund der COVID-19-Pandemie | keine Austragung aufgrund der COVID-19-Pandemie | keine Austragung aufgrund der COVID-19-Pandemie | keine Austragung aufgrund der COVID-19-Pandemie | keine Austragung aufgrund der COVID-19-Pandemie |
| XLII    | 9. Okt. 2021  | Dresden Monarchs                                | Schwäbisch Hall Unicorns                        | 28:19                                           | Frankfurt am Main                               | Deutsche Bank Park                              | 14.378                                          | Kyle James Carta-Samuels (QB, DM)               |
| XLIII   | 8. Okt. 2022  | Schwäbisch Hall Unicorns                        | Potsdam Royals                                  | 44:27                                           | Frankfurt am Main                               | Deutsche Bank Park                              | 9.637                                           | Reilly Hennessey (QB, SHU)                      |
| 2023 2  | 14. Okt. 2023 | Potsdam Royals                                  | Schwäbisch Hall Unicorns                        | 34:70                                           | Essen                                           | Stadion an der Hafenstraße                      | 9.516                                           | Jaylon Henderson (QB, PR)                       |
| 2024    | 12. Okt. 2024 | Potsdam Royals                                  | Dresden Monarchs                                | 27:21                                           | Essen                                           | Stadion an der Hafenstraße                      | 9.712                                           | Jaylon Henderson (QB, PR) (2)                   |
| 2025    | 11. Okt. 2025 |                                                 |                                                 |                                                 | Dresden                                         | Rudolf-Harbig-Stadion                           |                                                 |                                                 |

## Liste der German-Bowl-Teilnehmer
| Name                     | S  | N | T  | B      | P+  | P−  | Dif |
| ------------------------ | -- | - | -- | ------ | --- | --- | --- |
| New Yorker Lions         | 12 | 6 | 18 | 66,7 % | 455 | 362 | +93 |
| Düsseldorf Panther       | 6  | 3 | 9  | 66,7 % | 183 | 144 | +39 |
| Berlin Adler             | 6  | 2 | 8  | 75,0 % | 204 | 166 | +38 |
| Schwäbisch Hall Unicorns | 5  | 6 | 11 | 45,5 % | 276 | 347 | −71 |
| Hamburg Blue Devils      | 4  | 4 | 8  | 50,0 % | 191 | 167 | +24 |
| Ansbach Grizzlies        | 3  | 5 | 8  | 37,5 % | 97  | 130 | −33 |
| Potsdam Royals           | 2  | 1 | 3  | 66,7 % | 88  | 72  | +16 |
| Frankfurter Löwen        | 2  | 1 | 3  | 66,7 % | 41  | 47  | −6  |
| Cologne Crocodiles       | 1  | 5 | 6  | 16,7 % | 155 | 181 | −26 |
| Kiel Baltic Hurricanes   | 1  | 4 | 5  | 20,0 % | 149 | 162 | −13 |
| Dresden Monarchs         | 1  | 2 | 3  | 33,3 % | 83  | 81  | +2  |
| Munich Cowboys           | 1  | 1 | 2  | 50,0 % | 65  | 60  | +5  |
| Red Barons Cologne       | 1  | 1 | 2  | 50,0 % | 48  | 50  | −2  |
| Frankfurt Universe       | 0  | 1 | 1  | 0,0 %  | 19  | 21  | −2  |
| Marburg Mercenaries      | 0  | 1 | 1  | 0,0 %  | 13  | 31  | −18 |
| Stuttgart Scorpions      | 0  | 1 | 1  | 0,0 %  | 6   | 27  | −21 |
| Badener Greifs           | 0  | 1 | 1  | 0,0 %  | 12  | 37  | −25 |

## Rekorde
Mit zwölf Siegen und 18 Teilnahmen sind die New Yorker Lions Braunschweig Rekordsieger und Rekordteilnehmer.  Braunschweig ist zudem Rekordhalter was die meisten Siege in Folge, sowie an meisten Teilnahmen in Folge betrifft.  Von 2005 bis 2008 und von 2013 bis 2016 konnten die Lions jeweils viermal in Folge gewinnen.  Drei Titel in Folge gewannen die Berlin Adler (1989–1991), die Hamburg Blue Devils (2001–2003) und die Braunschweig Lions (1997–1999).  Mit zwölf Teilnahmen in Folge (1997–2008) führen die Lions vor den Schwäbisch Hall Unicorns, die es 2014–2023 auf neun Teilnahmen in Folge brachten.  Die Ansbach Grizzlies waren in den ersten acht Endspielen vertreten, was inzwischen nur noch die drittlängste Serie ist.

## Topscorer
Im Folgenden ist die Top Ten der Spieler aufgelistet, die seit 1983 in ihrer Karriere die meisten Punkte in German Bowls erzielt haben. Für jeden Spieler sind seine hauptsächliche Spielposition sowie die Vereine, für die er die Punkte erzielt hat, angegeben.
Ausländische Spieler sind gemäß AFVD-Richtlinien hinter ihrem Namen mit einem (A) für außereuropäische Spieler gekennzeichnet.
| Rg.                                   | Pkt. | Spieler              | Pos. | Verein(e)                                                  |
| ------------------------------------- | ---- | -------------------- | ---- | ---------------------------------------------------------- |
| 1                                     | 60   | David McCants (A)    | RB   | Berlin Adler, New Yorker Lions                             |
| 2                                     | 54   | Michael Davis (A)    | QB   | Cologne Crocodiles                                         |
| 3                                     | 40   | Jaylon Henderson (A) | QB   | Potsdam Royals                                             |
| 4                                     | 39   | Andreas Motzkus      | QB   | Düsseldorf Panther                                         |
| 5                                     | 37   | Steffen Dölger       | K    | Braunschweig Lions                                         |
| 6                                     | 36   | Tyler Rutenbeck (A)  | WR   | Schwäbisch Hall Unicorns                                   |
| 7                                     | 33   | Tobias Goebel        | K    | New Yorker Lions                                           |
| 8                                     | 32   | Kelvin Love (A)      | WR   | Braunschweig Lions                                         |
| 8                                     | 32   | Jörg Heckenbach      | WR   | Düsseldorf Panther, Cologne Crocodiles, Braunschweig Lions |
| 8                                     | 32   | Markus Becker        | RB   | Düsseldorf Panther                                         |
| 11                                    | 30   | Florian Gneist       | WR   | Berlin Adler                                               |
| Noch aktive Spieler in fetter Schrift |      |                      |      |                                                            |

## Spieler mit den meisten German-Bowl-Siegen
| Name               | Team                               | Pos.  | S | T  | Jahre                                                                             |
| ------------------ | ---------------------------------- | ----- | - | -- | --------------------------------------------------------------------------------- |
| Christian Petersen | Braunschweig Lions                 | S     | 8 | 12 | (2002), (2003), (2004), 2005, 2006, 2007, 2008, 2013, 2014, 2015, 2016, (2017)    |
| Ludger Uckermann   | Braunschweig Lions                 | C     | 7 | 12 | 1997, 1998, 1999, (2000), (2001), (2002), (2003)1, (2004), 2005, 2006, 2007, 2008 |
| Sebastian Reilmann | Braunschweig Lions                 | LB    | 7 | 12 | 1997, 19981, 1999, (2000), (2001), (2002), (2003), (2004), 2005, 2006, 2007, 2008 |
| Estrus Crayton     | DP, BSL, HBD, BA                   | RB/WR | 7 | 10 | 1995, (1996), 1997, 1998, 1999, (2000), 2001, 2002, 2004, (2008)                  |
| Vladimir Ilic      | BA, HBD, BSL                       | DT    | 7 | 9  | 1990, 1991, (1995), 1996, 1998, (1999), 2001, 2002, 2003                          |
| Christian Bollmann | Braunschweig Lions                 | WR    | 7 | 8  | 2007, 2008, 2013, 2014, 2015, 2016, (2017), 2019                                  |
| Steffen Dölger     | Braunschweig Lions                 | K/P   | 7 | 8  | 1997, 1998, 1999, (2000), 2005, 2006, 2007, 2008                                  |
| Frank Stahnke      | Berlin Adler, Braunschweig Lions   | WR    | 7 | 8  | 1987, 1989, 1990, 1991, (1994), 1997, 1998, 1999                                  |
| Frank Söhlke 2     | Braunschweig Lions                 | OG    | 6 | 11 | 1997, 1998, 1998, (2000), (2001), (2002), (2003), (2004), 2005, 2006, 2007        |
| Ken Steinbiß       | Düsseldorf Panther                 | DE    | 6 | 9  | 1983, 1984, (1985), 1986, (1988), 1992, 1994, 19951, (1996)                       |
| Robert Sövegjarto  | Braunschweig Lions, Potsdam Royals | C     | 6 | 8  | 2013, 2014, 2015, 2016, (2017), 2019, (2022), 2023                                |
| David McCants      | Berlin Adler, New Yorker Lions     | RB    | 6 | 8  | 2009, (2010) 2013, 2014, 2015, 2016, (2017) 2019                                  |
| Jens Sander        | Berlin Adler, Braunschweig Lions   | OT    | 6 | 8  | 1989, 1990, 1991, (1994), 1997, 1998, 1999, (2000), (2001)                        |
| Patrik Finke       | Berlin Adler, Braunschweig Lions   | DE    | 6 | 7  | 2004, 2006, 2007, 2008, 2016, (2017), 2019                                        |

1 verletzungsbedingt am Finale nicht teilgenommen
2 Spieler mit den meisten Teilnahmen in Folge - 11

## Cheftrainer mit den meisten German Bowl-Siegen
| Name          | Team                     | S | T  | Jahre                                                                |
| ------------- | ------------------------ | - | -- | -------------------------------------------------------------------- |
| Kent Anderson | BSL, HBD, BA             | 7 | 10 | 1997, 1998, 1999, (2000), 2001, 2004, 2005, 2006, (2008), (2009)     |
| Troy Tomlin   | Braunschweig Lions       | 5 | 10 | (2001), (2002), (2003), (2004), 2013, 2014, 2015, 2016, (2017), 2019 |
| Jordan Neuman | Schwäbisch Hall Unicorns | 3 | 5  | 2017, 2018, (2019), (2021), 2022                                     |

## Fernsehübertragung
Der German Bowl wurde erstmals 2004 live im Fernsehen übertragen.
| Jahr      | Sender                                                |
| --------- | ----------------------------------------------------- |
| 2004      | rheinmaintv, K28 (Thüringen), TV Magdeburg, TV Berlin |
| 2005      | rheinmaintv                                           |
| 2006–2007 |                                                       |
| 2008–2010 | DSF                                                   |
| 2011–2017 | Eurosport, Eurosport 2                                |
| 2018–2023 | Sport1                                                |
| seit 2024 | DF1                                                   |

## Sonstiges
- Die Deutsche Jugendmeisterschaft wird im Junior Bowl ausgespielt.
- Die Deutsche Damenmeisterschaft wird im Ladiesbowl ausgespielt.